# Filmografia lui Gregory Peck

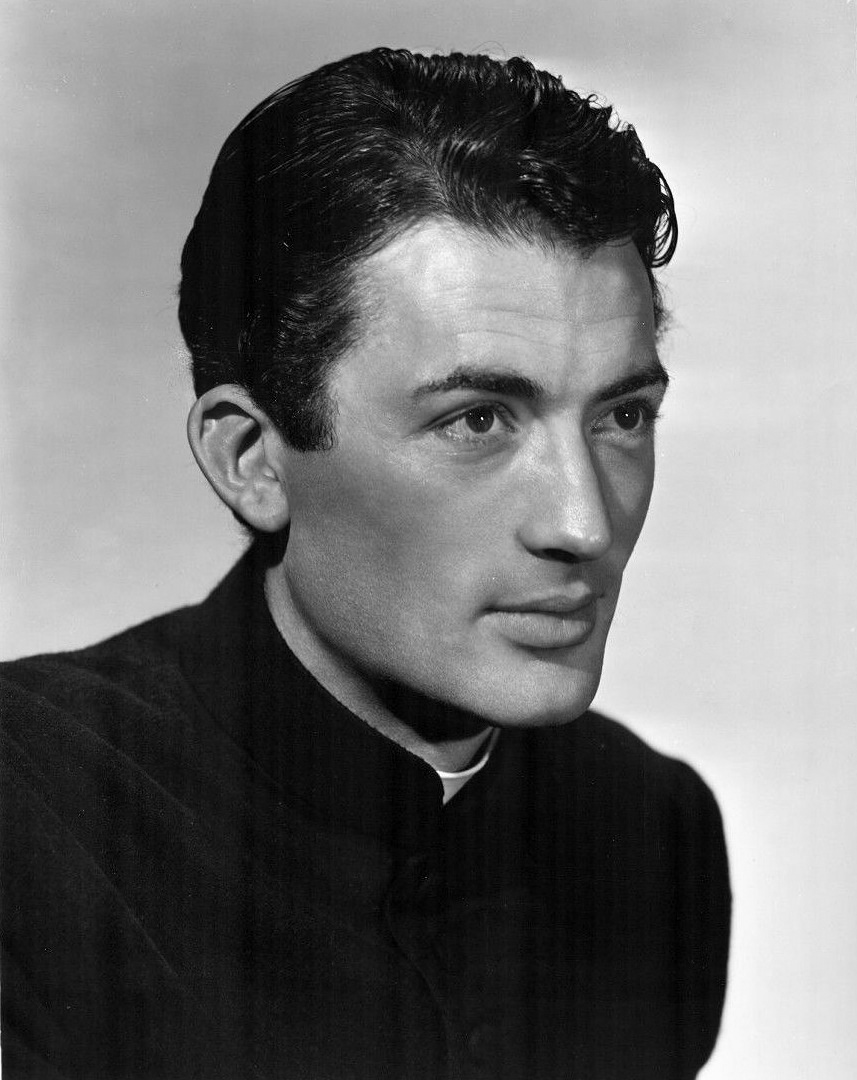
Gregory Peck în The Keys of the Kingdom (Cheile împărăției, 1944)

Gregory Peck (5 aprilie 1916 - 12 iunie 2003) a fost un actor american care a avut o carieră îndelungată în cinematografie, televiziune, radio și teatru. A primit premiul Oscar pentru cel mai bun actor (1963) pentru rolul lui Atticus Finch din ...Să ucizi o pasăre cântătoare (regia Robert Mulligan).

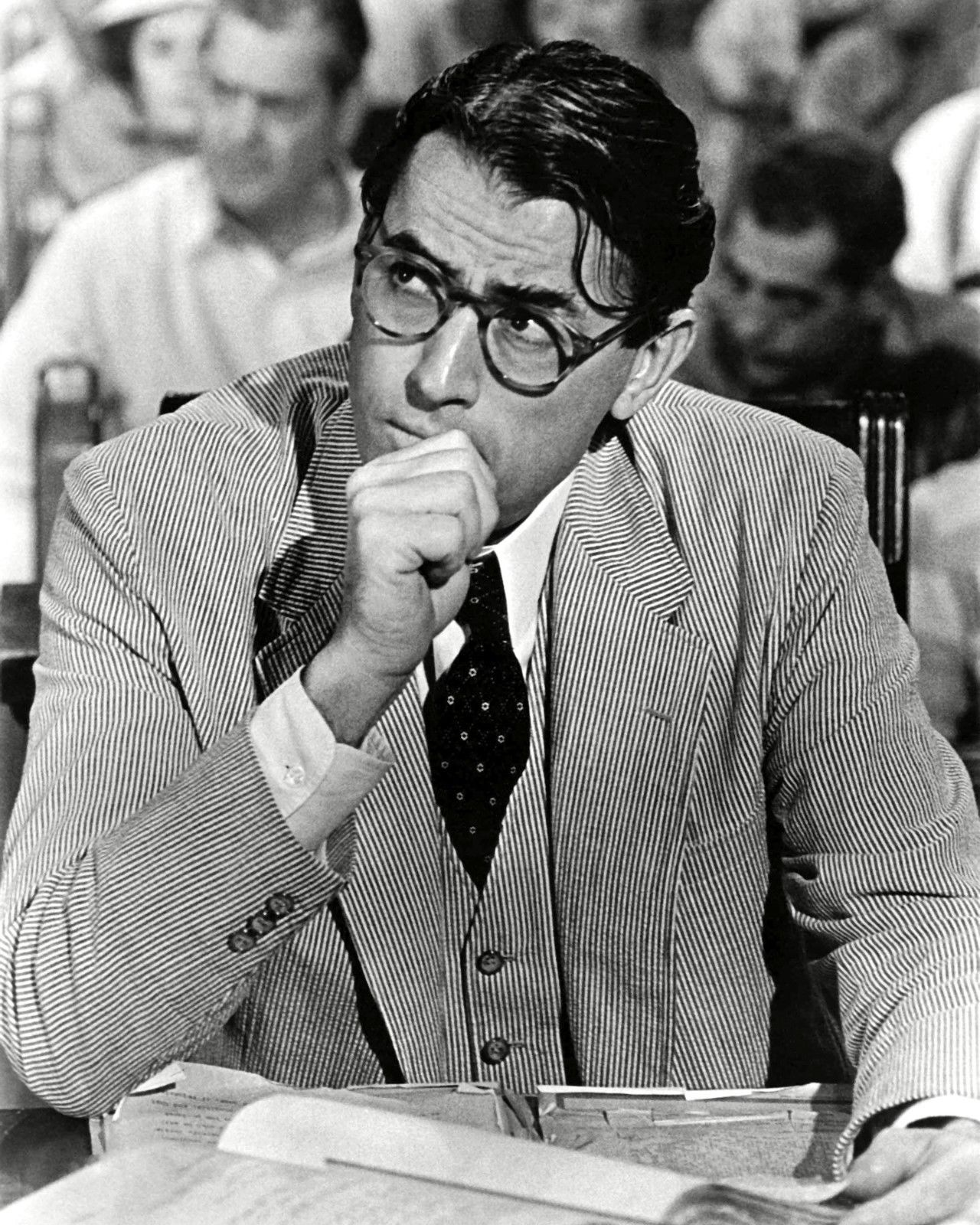
Peck ca Atticus Finch în To Kill a Mockingbird (1962)

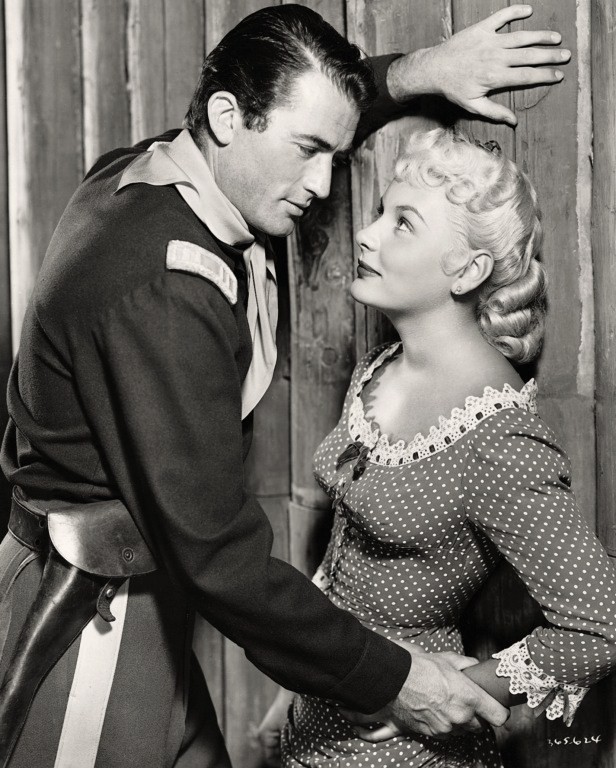
Cu Barbara Payton (dreapta) în Only the Valiant (Doar bravii, 1951)

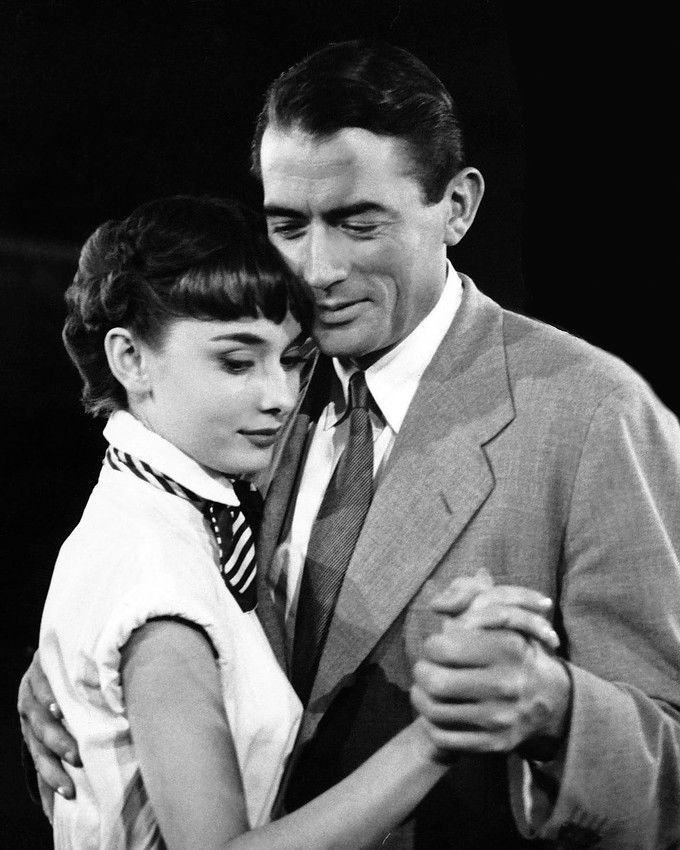
Cu Audrey Hepburn (stânga) în Roman Holiday (Vacanță la Roma, 1953)

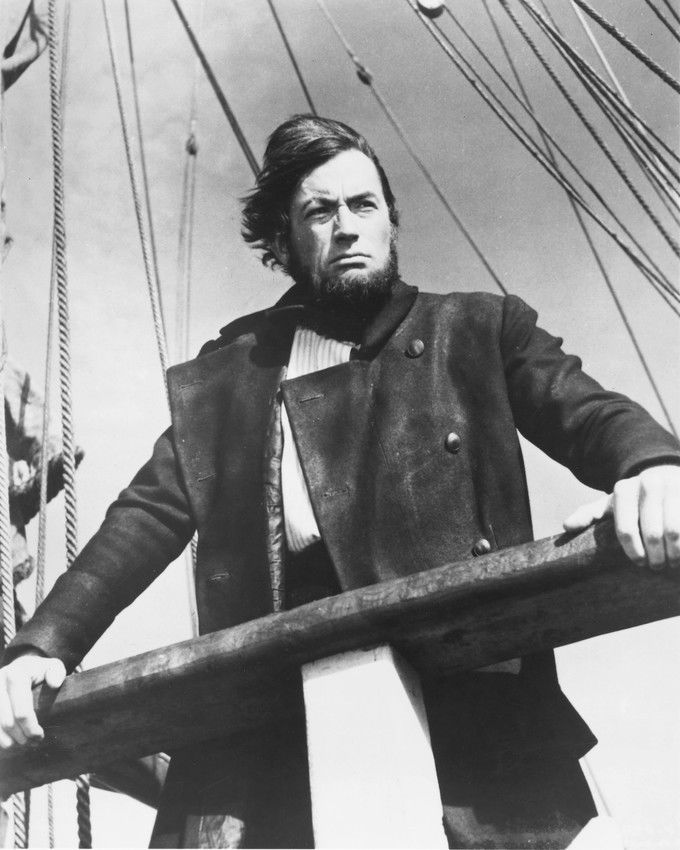
Cpt. Ahab în Moby Dick (1956)

## Film
| An   | Titlu                                                                            | Rol(uri)                               | Note                                                            | Ref(s)        |
| ---- | -------------------------------------------------------------------------------- | -------------------------------------- | --------------------------------------------------------------- | ------------- |
| 1944 | Days of Glory (Zile de glorie)                                                   | Vladimir                               |                                                                 | [ 2 ]         |
| 1944 | The Keys of the Kingdom (Cheile împărăției)                                      | Father Francis Chisholm                |                                                                 | [ 3 ]         |
| 1945 | The Valley of Decision (The Valley of Decision)                                  | Paul Scott                             |                                                                 | [ 4 ]         |
| 1945 | Spellbound (Fascinație)                                                          | Dr. Anthony Edwardes / John Ballantyne | Peck a interpretat un personaj cunoscut sub diferite nume.      | [ 5 ]         |
| 1946 | The Yearling (Puiul)                                                             | "Penny" Baxter                         |                                                                 | [ 6 ] [ 7 ]   |
| 1946 | Duel in the Sun (Duel sub soare)                                                 | Lewt McCanles                          |                                                                 | [ 8 ]         |
| 1947 | The Macomber Affair (Afacerea Macomber)                                          | Robert Wilson                          |                                                                 | [ 9 ]         |
| 1947 | Gentleman's Agreement (Pe cuvânt de onoare)                                      | Philip Schuyler Green                  |                                                                 | [ 6 ] [ 10 ]  |
| 1947 | The Paradine Case (Cazul Paradine)                                               | Anthony Keane                          |                                                                 | [ 11 ]        |
| 1948 | Yellow Sky (Cerul galben)                                                        | James "Stretch" Dawson                 |                                                                 | [ 12 ]        |
| 1949 | The Great Sinner                                                                 | Fedja                                  |                                                                 | [ 13 ]        |
| 1949 | Twelve O'Clock High (Inamic la ora 12)                                           | Brigadier General Frank Savage         |                                                                 | [ 14 ]        |
| 1950 | The Gunfighter                                                                   | Jimmy Ringo                            |                                                                 | [ 15 ]        |
| 1951 | Captain Horatio Hornblower (Căpitanul Horatio Hornblower)                        | Captain Horatio Hornblower             |                                                                 | [ 16 ]        |
| 1951 | Only the Valiant (Doar bravii)                                                   | Captain Richard Lance                  |                                                                 | [ 6 ]         |
| 1951 | David and Bathsheba (David și Bathsheba)                                         | David                                  |                                                                 | [ 17 ]        |
| 1951 | Pictura: An Adventure in Art                                                     | Narator                                | Documentar; film antologie, segmentul: "Legend of Saint Ursula" | [ 6 ] [ 18 ]  |
| 1952 | The World in His Arms (Lumea e a mea)                                            | Jonathan Clark                         |                                                                 | [ 6 ]         |
| 1952 | The Snows of Kilimanjaro (Zăpezile de pe Kilimanjaro / Zăpezile lui Kilimanjaro) | Harry Street                           |                                                                 | [ 16 ]        |
| 1953 | Roman Holiday (Vacanță la Roma)                                                  | Joe Bradley                            |                                                                 | [ 19 ]        |
| 1953 | Boum sur Paris                                                                   | Rolul său                              | Film franțuzesc                                                 | [ 20 ]        |
| 1954 | The Million Pound Note (Bancnota de un milion de lire sterline)                  | Henry Adams                            |                                                                 | [ 21 ]        |
| 1954 | Night People (Oamenii noptii)                                                    | Colonel Steve Van Dyke                 |                                                                 | [ 21 ]        |
| 1954 | The Purple Plain (Câmpia purpurie)                                               | Squadron Leader Bill Forrester         |                                                                 | [ 22 ]        |
| 1956 | The Man in the Gray Flannel Suit (Omul în gri / Omul în costumul de flanel gri)  | Tom Rath                               |                                                                 | [ 6 ]         |
| 1956 | Moby Dick (Moby Dick)                                                            | Captain Ahab                           |                                                                 | [ 23 ]        |
| 1957 | Designing Woman (Creatoarea de modele)                                           | Mike Hagen                             |                                                                 | [ 6 ]         |
| 1958 | The Hidden World                                                                 | Narator                                | Documentar                                                      | [ 24 ]        |
| 1958 | The Bravados (Bravados)                                                          | Jim Douglas                            |                                                                 | [ 6 ]         |
| 1958 | The Big Country (Ferma din Arizona)                                              | James McKay                            | Și producător                                                   | [ 25 ]        |
| 1959 | Pork Chop Hill (Trupe de sacrificiu / Dealul Pork Chop)                          | Lieutenant Joe Clemons                 |                                                                 | [ 25 ]        |
| 1959 | Beloved Infidel                                                                  | F. Scott Fitzgerald                    |                                                                 | [ 25 ]        |
| 1959 | On the Beach (Ultimul țărm / Pe plajă)                                           | Dwight Towers                          |                                                                 | [ 26 ]        |
| 1961 | The Guns of Navarone (Tunurile din Navarone)                                     | Captain Keith Mallory                  |                                                                 | [ 27 ]        |
| 1962 | Cape Fear (Promontoriul groazei)                                                 | Sam Bowden                             |                                                                 | [ 28 ]        |
| 1962 | How the West Was Won (Cum a fost cucerit Vestul)                                 | Cleve Van Valen                        |                                                                 | [ 29 ]        |
| 1962 | To Kill a Mockingbird (Să ucizi o pasăre cântătoare)                             | Atticus Finch                          |                                                                 | [ 30 ]        |
| 1963 | Captain Newman, M.D. (Căpitan dr. Newman)                                        | Capt. Josiah J. Newman                 |                                                                 | [ 6 ]         |
| 1964 | Behold a Pale Horse (Și vine ziua răzbunarii)                                    | Manuel Artiguez                        |                                                                 | [ 6 ]         |
| 1964 | John F. Kennedy: Years of Lightning, Day of Drums                                | Narator                                | Documentar                                                      | [ 31 ]        |
| 1965 | Mirage (Miraj)                                                                   | David Stillwell                        |                                                                 | [ 6 ]         |
| 1966 | Arabesque (Arăbesc)                                                              | David Pollock                          |                                                                 | [ 32 ]        |
| 1968 | The Stalking Moon (Capcană în noapte / Luna care urmărește)                      | Sam Varner                             |                                                                 | [ 33 ]        |
| 1969 | Mackenna's Gold (Aurul lui Mackenna)                                             | Mackenna                               |                                                                 | [ 34 ]        |
| 1969 | The Chairman (Cel mai periculos om din lume / Conducătorul)                      | John Hathaway                          |                                                                 | [ 35 ] [ 36 ] |
| 1969 | Marooned (Naufragiați în spațiu)                                                 | Charles Keith                          |                                                                 | [ 6 ]         |
| 1970 | I Walk the Line (Am încălcat legea)                                              | Sheriff Henry Tawes                    |                                                                 | [ 6 ]         |
| 1971 | Shoot Out (Răzbunare amânată / Duel)                                             | Clay Lomax                             |                                                                 | [ 6 ]         |
| 1972 | The Trial of the Catonsville Nine                                                | —                                      | Producător                                                      | [ 37 ]        |
| 1974 | Billy Two Hats (Billy indianu)                                                   | Arch Deans                             |                                                                 | [ 6 ] [ 38 ]  |
| 1974 | The Dove (Porumbelul)                                                            | —                                      | Producător                                                      | [ 39 ]        |
| 1976 | The Omen (Prevestirea)                                                           | Robert Thorn                           |                                                                 | [ 40 ]        |
| 1977 | MacArthur (MacArthur)                                                            | General Douglas MacArthur              |                                                                 | [ 41 ]        |
| 1978 | The Boys from Brazil (Himera)                                                    | Josef Mengele                          |                                                                 | [ 42 ]        |
| 1980 | The Sea Wolves (Lupii mărilor / Lupii de mare)                                   | Colonel Lewis Pugh                     |                                                                 | [ 43 ]        |
| 1987 | Amazing Grace and Chuck (Grace și Chuck)                                         | President                              |                                                                 | [ 44 ]        |
| 1989 | Old Gringo                                                                       | Ambrose Bierce                         |                                                                 | [ 45 ]        |
| 1989 | Super Chief: The Life and Legacy of Earl Warren                                  | Narator                                | Documentar                                                      | [ 46 ]        |
| 1991 | Other People's Money (Banii altor oameni)                                        | Andrew "Jorgy" Jorgenson               |                                                                 | [ 47 ]        |
| 1991 | Cape Fear (Promontoriul groazei)                                                 | Lee Heller                             |                                                                 | [ 48 ]        |
| 1994 | The Hunt for Adolf Eichmann                                                      | Narator                                | Documentar                                                      | [ 49 ]        |
| 1995 | Wild Bill: Hollywood Maverick                                                    | Rolul său                              | Documentar                                                      | [ 50 ]        |
| 1999 | The Art of Norton Simon                                                          | Narator                                | Documentar de scurtmetraj                                       | [ 51 ]        |
| 2000 | A Conversation with Gregory Peck                                                 | Rolul său                              | Documentar                                                      | [ 52 ]        |

## Televiziune

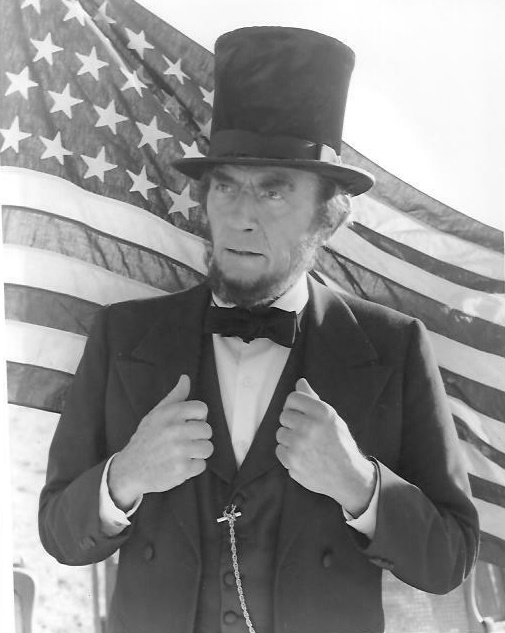
Peck ca Abraham Lincoln în miniserialul The Blue and the Gray (1982)

| An(i) | Titlu                                                    | Rol(uri)                   | Note                            | Ref(s) |
| ----- | -------------------------------------------------------- | -------------------------- | ------------------------------- | ------ |
| 1982  | The Blue and the Gray                                    | Abraham Lincoln            | Miniserial TV                   | [ 53 ] |
| 1983  | The Scarlet and the Black (Purpură și negru)             | Monsenior Hugh O'Flaherty  | Film TV                         | [ 54 ] |
| 1985  | 57th Academy Awards (Premiile Oscar 1985)                | —                          | Producător                      | [ 55 ] |
| 1990  | Sanford Meisner: The American Theatre's Best Kept Secret | Rolul său                  | Documentar                      | [ 56 ] |
| 1991  | Frederic Remington: The Truth of Other Days              | Narator                    | Documentar                      | [ 57 ] |
| 1993  | The Portrait (Portretul)                                 | Gardner Church             | Film TV; și producător executiv | [ 58 ] |
| 1994  | Baseball                                                 | Kid Gleason și Connie Mack | Voce, Miniserial TV, documentar | [ 59 ] |
| 1998  | Moby Dick                                                | Father Mapple              | Miniserial TV                   | [ 60 ] |
| 1999  | American Prophet: The Story of Joseph Smith              | Narator                    | Documentar                      | [ 61 ] |

## Radio

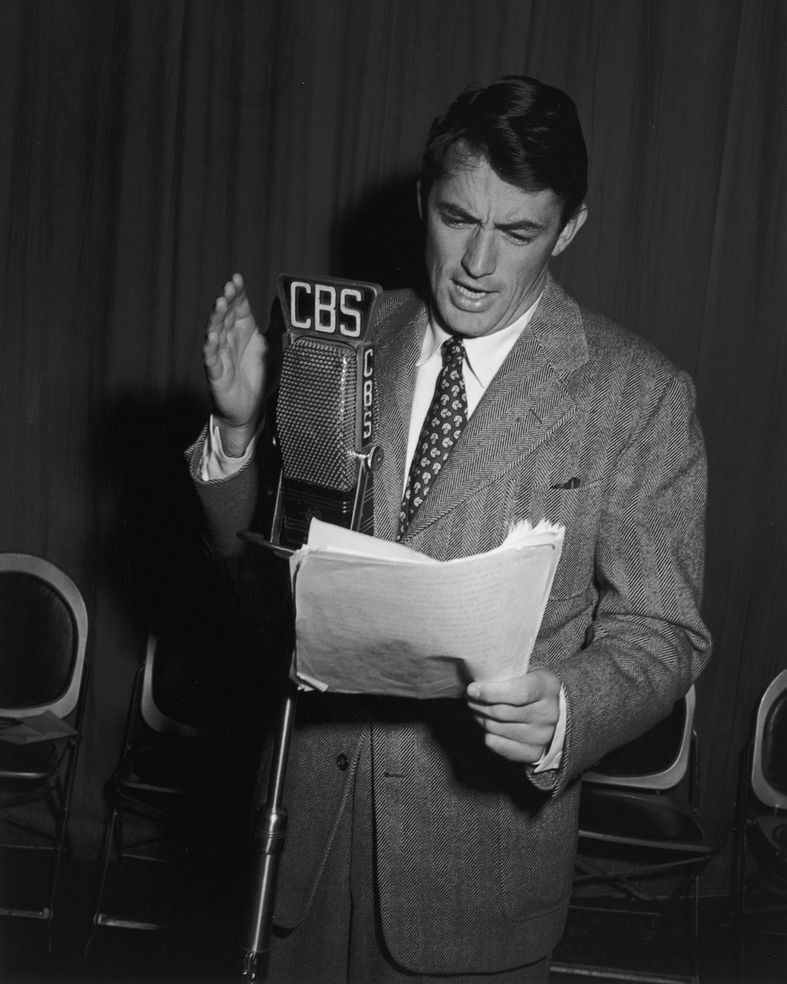
La CBS Radio

| An(i) | Titlu                      | Rol                        | Note                                         | Ref(s)        |
| ----- | -------------------------- | -------------------------- | -------------------------------------------- | ------------- |
| 1944  | That They Might Live       | Dick                       |                                              | [ 62 ]        |
| 1944  | Screen Guild Players       | Count Vronsky              | Episodul: "Anna Karenina"                    | [ 62 ] [ 63 ] |
| 1945  | This Is My Best            | Necunoscut                 | Episodul: "Jupiter Laughs"                   | [ 64 ]        |
| 1945  | Screen Guild Players       | Thomas Armstrong           | Episodul: "Romance"                          | [ 64 ]        |
| 1945  | The Doctor Fights          | Dr. Harry Joseph           | Episodul: "Medicine for the Enemy"           | [ 65 ]        |
| 1946  | Theatre of Romance         | Holger Brandt              | Episodul: "Intermezzo"                       | [ 65 ]        |
| 1946  | Lux Radio Theatre          | Paul Scott                 | Episodul: "Valley of Decision"               | [ 66 ]        |
| 1946  | Lux Radio Theatre          | Jerry Durance              | Episodul: "Now, Voyager"                     | [ 66 ] [ 67 ] |
| 1946  | Cavalcade of America       | George Washington          | Episodul: "Young Major Washington"           | [ 68 ]        |
| 1946  | Suspense                   | Steve Gare                 | Episodul: "The Lonely Road"                  | [ 68 ] [ 69 ] |
| 1946  | Hollywood Players          | Sullivan                   | Episodul: "Sullivan's Travels"               | [ 70 ]        |
| 1946  | Hollywood Players          | Necunoscut                 | Episodul: "No Time for Comedy"               | [ 71 ]        |
| 1946  | Hollywood Players          | Gregory                    | Episodul: "All Through the House"            | [ 72 ]        |
| 1947  | Screen Guild Players       | Pa Baxter                  | Episodul: "The Yearling"                     | [ 72 ]        |
| 1947  | Cavalcade for America      | Jim Davenport              | Episodul: "School for Men"                   | [ 73 ]        |
| 1948  | Duffy's Tavern             | Rolul său                  |                                              | [ 74 ]        |
| 1948  | Suspense                   | Ridge Fowler               | Episodul: "Hitchhiker Poker"                 | [ 75 ]        |
| 1949  | Suspense                   | Jeffrey Bruno              | Episodul: "Murder Through the Looking Glass" | [ 76 ]        |
| 1949  | Screen Directors Playhouse | James "Stretch" Dawson     | Episodul: "Yellow Sky"                       | [ 77 ]        |
| 1949  | Suspense                   | Ben                        | Episodul: "Nightmare"                        | [ 78 ]        |
| 1949  | The Hotpoint Holiday Hour  | Burt Jefferson             | Episodul: "The Man Who Came To Dinner"       | [ 79 ]        |
| 1951  | Screen Directors Playhouse | Jimmy Ringo                | Episodul: "The Gunfighter"                   | [ 80 ]        |
| 1951  | Suspense                   | Mr. MacIntyre              | Episodul: "The Truth About Jerry Baxter"     | [ 75 ]        |
| 1952  | Cavalcade of America       | Necunoscut                 | Episodul: "A Prisoner Named Brown"           | [ 81 ]        |
| 1952  | Lux Radio Theatre          | Captain Horatio Hornblower | Episodul: "Captain Horatio Hornblower"       | [ 82 ]        |
| 1952  | Stars in the Air           | Pa Baxter                  | Episodul: "The Yearling"                     | [ 83 ]        |

## În teatru
| An(i)     | Titlu                        | Rol                          | Teatrul            | Note                                | Ref.          |
| --------- | ---------------------------- | ---------------------------- | ------------------ | ----------------------------------- | ------------- |
| 1942      | The Morning Star             | Cliff Parrilow               | Morosco Theatre    | 14 septembrie – 3 octombrie         | [ 84 ]        |
| 1942–1943 | The Willow and I             | Kirkland Todd and Robin Todd | Windsor Theatre    | 10 decembrie 1942 – 2 ianuarie 1943 | [ 84 ]        |
| 1943      | Sons and Soldiers            | Andrew Tadlock               | Morosco Theatre    | 4–22 mai                            | [ 84 ]        |
| 1947      | Angel Street (Lumina de gaz) | Mr. Manningham               | La Jolla Playhouse | 26–31 august                        | [ 85 ] [ 86 ] |
| 1948      | The Male Animal              | Tommy Turner                 | La Jolla Playhouse | 24–28 august                        | [ 85 ] [ 87 ] |
| 1949      | Light Up the Sky             | Necunoscut                   | La Jolla Playhouse | 26–31 iulie                         | [ 85 ]        |
| 1991–1993 | The Will Rogers Follies      | Mr. Ziegfeld (voce)          | Palace Theatre     | 1 mai 1991 – 5 septembrie 1993      | [ 84 ]        |